# Siegfried Hünig

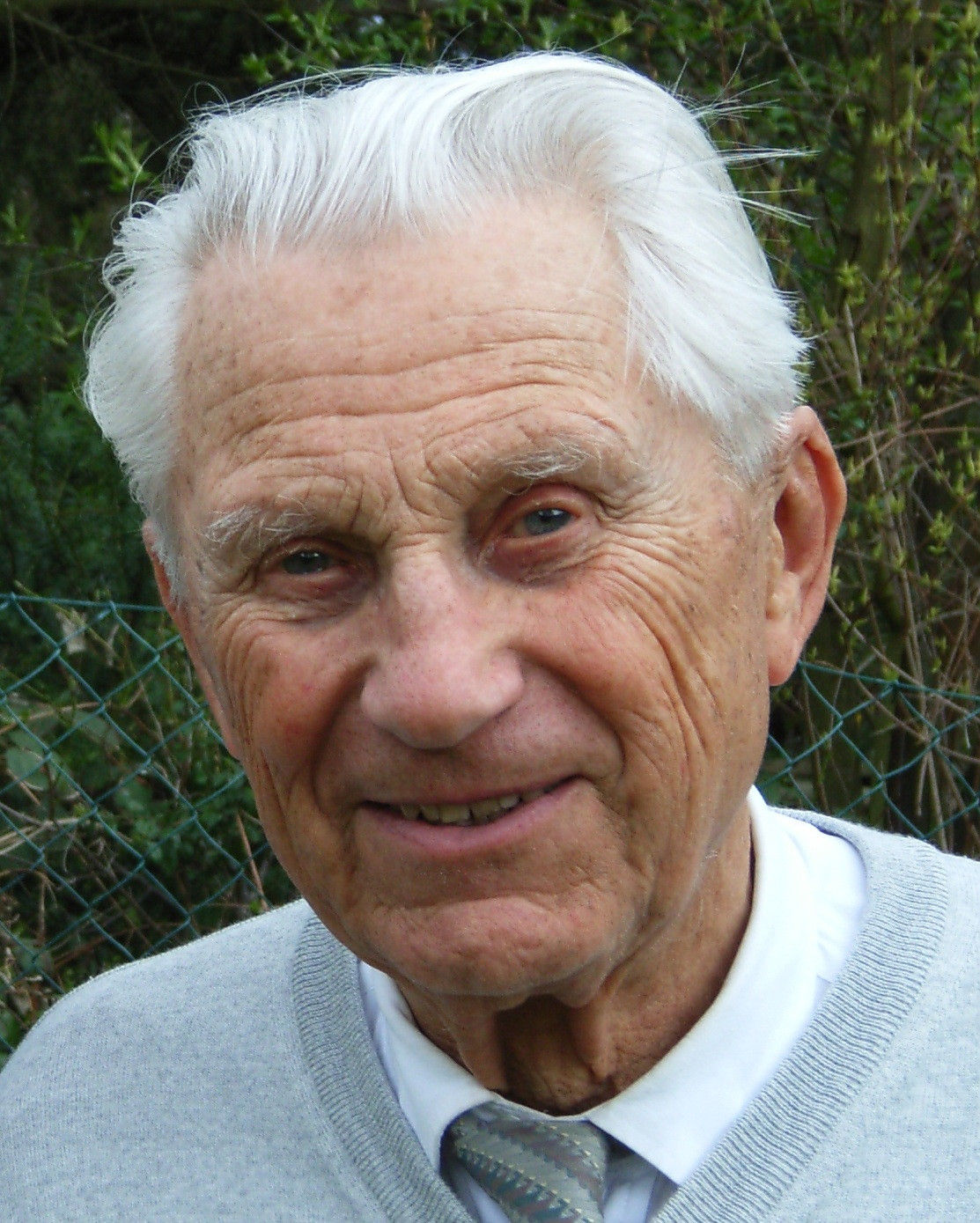
Siegfried Hünig (2008)

Siegfried Helmut Hünig (* 3. April 1921 in Radebeul; † 24. März 2021 in Würzburg) war ein deutscher Chemiker. Nach ihm ist die Hünig-Base (Diisopropylethylamin) benannt.

## Leben und Wirken
Hünig wurde im Hause seines Vaters, eines Schneidermeisters, in der Gellertstraße 5 in Radebeul geboren. Das Haus war das ehemalige Wohnhaus von Klara und Richard Plöhn (Freund Karl Mays) bis zu Plöhns Tode und Klaras folgender Eheschließung mit Karl May gewesen. Die mehrfach umgebaute Villa wurde zwischenzeitlich abgebrochen und durch einen Neubau ersetzt.
Nach dem Studium an der Technischen Universität Dresden promovierte er 1943 bei Wolfgang Langenbeck mit einer Arbeit „Zur Kondensation von Acet- und Crotonaldehyden“. Als wissenschaftlicher Mitarbeiter wechselte er 1945 zu Hans Meerwein an der Philipps-Universität Marburg. 1950 habilitierte er sich in Marburg mit einer Arbeit „Über die katalytische Kondensation von Crotonaldehyd mit sekundären Aminen unter Ausschluss von Säuren“ und wurde dort 1956 zum apl. Professor ernannt. 1959 ging er für einige Monate nach Los Angeles zu Saul Winstein und 1960 nahm er einen Ruf auf eine a.o. Professur als Abteilungsleiter am Institut für Organische Chemie an der LMU München an, wechselte aber schon 1961 nach einem Ruf an die Julius-Maximilians-Universität Würzburg auf den Lehrstuhl I für Organische Chemie.
In dieser Zeit strukturierte er den Studiengang Chemie neu und realisierte ein Chemie-Zentrum am Hubland (Stadtrand Würzburgs), wo alle Institute der Fakultät für Chemie und Pharmazie zusammengelegt werden konnten. Dem Institut für Organische Chemie stand Hünig seit der Aufteilung des chemischen Instituts in die Institute für organische und anorganische Chemie bis zu seiner Emeritierung im Jahr 1988 vor. Er setzte sich für die Berufung von Max Schmidt zum Vorstand des anorganischen Instituts ein.
Hünig war an der Erarbeitung eines straffen Studienplans für die Würzburger Chemiestudierenden maßgeblich beteiligt. Dieser Studienablauf hatte Vorbildcharakter für die bundesweite Reform des Chemiestudiums Mitte 1990.
Er war Doktorvater von 140 Chemikerinnen und Chemikern.
Gastprofessuren in den USA, Brasilien, Israel, Südafrika und Hongkong zeugen vom international anerkannten Ruf Hünigs.
Hünig war verheiratet und hatte sechs Kinder. Er starb im März 2021, zehn Tage vor seinem 100. Geburtstag.

## Ehrungen
1967 erhielt er die Adolf-von-Baeyer-Denkmünze der Gesellschaft Deutscher Chemiker. Zahlreiche weitere Ehrungen wurden ihm zuteil, so die Ehrendoktorwürde seiner früheren Wirkungsstätten, der Universitäten Marburg (1988) und München (1989), ferner der Universität Halle (1994) und schließlich das goldene Doktorjubiläum an seiner Heimathochschule der Technischen Universität Dresden, die ihn 1942 zum Dr.-Ing. promoviert hatte, sein Mentor war dabei Wolfgang Langenbeck. 1996 wurde ihm die Heyrovský-Medaille der Akademie der Wissenschaften der Tschechischen Republik verliehen. 2011 wurde ihm von der Universität Würzburg die Würde eines Ehrensenators verliehen. Außerdem findet seit 2011 an der Universität Würzburg eine Siegfried-Hünig-Vorlesung statt. Die anlässlich Hünigs 90. Geburtstags ins Leben gerufene Namensvorlesung findet einmal jährlich statt. Üblicherweise wird dazu ein international renommierter Chemiker an die Universität Würzburg eingeladen. Seit 1981 ist er Mitglied der Leopoldina.
Im Jahr 2021 hat die Zeitschrift „Angewandte Chemie“ Hünig anlässlich seines 100. Geburtstags am 3. April 2021 in die Liste Heroes of Chemistry and Nobel Laureates aufgenommen. Zeitgleich erschien dort ein Essay mit dem Titel „Eine Hommage an Siegfried Hünig und seine Forschung“ von Hans-Ulrich Reißig (Veröffentlichung: 18. März 2021).

## Wissenschaftliches Werk
Das wissenschaftliche Werk Siegfried Hünigs ist in etwa 450 Publikationen niedergelegt. Zu seinen vielfältigen Forschungsgebieten zählen
- Synthesen von Farbstoffen (Darstellung von Cyanin- und Azofarbstoffen durch oxidative Kupplung von Hydrazonen),
- Untersuchungen zur Reaktivität von Methylenverbindungen bei ionischen und radikalischen Reaktionen,
- die Chemie des Diimins,
- die Spaltung quartärer Ammonium-Salze entgegen der Hofmann-Regel,
- die Solvatochromie,
- Untersuchungen zur Nucleophile von Carbenen,
- die Acylierung von Enaminen,
- Experimente zur Reaktionsweise ambidenter Kationen,
- Synthesen von Quadratsäureamidinen,
- Arbeiten zu biprotische Säuren mit umgekehrten pK-Beziehungen,
- Synthesen und Reaktionen von Triazenium-Salzen,
- Synthesen über nucleophile Acylierung,
- Kupfersalze von N,N′-Dicyanchinondiiminon,
- zweistufige Reflexsystemesynthetische Anwendungen von Trialkylsilylcyaniden,
- Untersuchungen über starre Verbindungen mit parallelen C=C- und N=N-Bindungen,
- sowie organische Metalle und
- Arbeiten zur Protonierung von Carbanionen.

Strukturformel von Diisopropylethylamin

Diisopropylethylamin ist nach Siegfried Hünig als Hünig-Base benannt. Es ist ein tertiäres Amin. Wegen der sterischen Abschirmung ist nur ein Proton klein genug, um vom freien Elektronenpaar des Stickstoffatoms angegriffen zu werden. Die Hünig-Base wird daher bei Alkylierungsreaktionen als selektive Base eingesetzt.